# Tessa Gobbo
Tessa Gobbo (* 8. Dezember 1990 in Keene, New Hampshire) ist eine US-amerikanische Ruderin und Olympiasiegerin 2016 im Achter.  
Gobbo begann 2006 an der High School mit dem Rudersport, kam aber erst 2013 ins US-Nationalteam. Bei den Weltmeisterschaften 2013 in Chungju gewann der Vierer ohne Steuerfrau mit Emily Huelskamp, Olivia Coffey, Tessa Gobbo und Felice Mueller den Titel. 2014 trat Tessa Gobbo im Ruder-Weltcup im Doppelvierer an, bei den Weltmeisterschaften in Amsterdam ruderte sie wieder im Vierer ohne, der mit Zsuzsanna Francia, Emily Regan, Tessa Gobbo und Adrienne Martelli die Silbermedaille hinter dem neuseeländischen Vierer gewann.
2015 gewann Tessa Gobbo mit dem US-Achter beim Weltcup in Varese und bei den Weltmeisterschaften 2015 auf dem Lac d’Aiguebelette. Die seit 2006 andauernde Siegesserie des US-Achters bei Weltmeisterschaften und Olympischen Spielen setzte sich auch bei den Olympischen Spielen 2016 fort, als Emily Regan, Kerry Simmonds, Amanda Polk, Lauren Schmetterling, Tessa Gobbo, Meghan Musnicki, Elle Logan, Amanda Elmore und Steuerfrau Katelin Snyder vor den Britinnen und den Rumäninnen siegten.